# Burun (Volk)
Die Burun, auch Barun oder Borun genannt, sind ein Volk im Süden des Sudan.
Sie leben im Bundesstaat an-Nil al-azraq vorwiegend am und in der Nähe des Blauen Nils.
Ihre Sprache, die ebenfalls Burun genannt wird, gehört zu den Nilotischen Sprachen.

## Bevölkerung
Zu den Burun gehören etwa 33.800 Menschen (Stand 2000).
Bevölkerungsentwicklung:
| Jahr | Angehörige der Burun |
| ---- | -------------------- |
| 1977 | 18.000               |
| 1990 | 25.900               |
| 1995 | 29.600               |
| 2000 | 33.800               |